# Паульсен, Луи
Луи (Герман Людвиг) Паульсен (нем. Louis (Hermann Lüdwig) Paulsen; 15 января 1833, поместье Нассенгрунд, близ Бломберга — 18 августа 1891, там же) — немецкий шахматист, один из сильнейших в мире во 2-й половине XIX века. Шахматный теоретик.
В семье Паульсена все играли в шахматы: отец, 3 сына и дочь (А. Лельман). В 1854—1860 Паульсен жил в США. Участник 1-го американского шахматного конгресса (1857) — 2-е место (за П. Морфи); приобрёл известность также сеансами одновременной игры «не глядя на доску» (в 1859 установил мировой рекорд — 15 партий).
Результаты в европейских соревнованиях: Бристоль (1861) — 1-е; Лондон (1862) и Гамбург (1869) — 2-е; Баден-Баден (1870) — 5-е; Крефельд (1871) — 1-е; Вена (1873) — 5-6-е; Лейпциг (1877) и Франкфурт-на-Майне (1878) — 1-е; Лейпциг (1879) — 2-е; Брауншвейг (1880) — 1-е места.
Матчи: с И. Колишем (1861) — 16 : 15 (+7 −6 =18; признан закончившимся вничью), с А. Андерсеном (1862) — 4 : 4 (+3 −3 =2; прерван без возобновления игры), с М. Ланге (1863) — 5 : 2, с Г. Нейманом (1864) — 6½ : 3½ (+5 −2 =3), с А. Андерсеном (1876) — 5½ : 4½ (+5 −4 =1) и (1877) — 5½ : 3½ (1 ничья), с А. Шварцем (1879) — 5 : 2. Последний относительный успех — на турнире в Бреслау (1889) — 4-7-е место.
Выдвинул ряд дебютных идей — в королевском гамбите, гамбите Эванса, шотландской партии, защите Филидора и других. Многие дебютные системы Паульсена носят новаторский для того времени характер: система Паульсена в сицилианской защите, система с ходом 3.e5 во французской защите и другие. Уделял большое внимание изучению полузакрытых и закрытых начал, придавал важное значение позиционным факторам и пешечным структурам, оказал сильное влияние на В. Стейница назвавшего Паульсена «пионером новой (позиционной) школы».